# ایمیدوژن
ایمیدوژن (به انگلیسی: Imidogen) یک ترکیب شیمیایی با شناسه پاب‌کم ۵۴۶۰۶۰۷ است.